# 1894
1894. је била проста година.

## Догађаји

### Мај
- 21. мај — Краљ Александар Обреновић укинуо либералан Устав из 1888. и вратио на снагу Устав из 1869.

### Септембар
- 9. септембар — Кинески револуционар Суен Јатсен је основао Друштво за препород Кине и почео да организује устанак у Кантону, после пораза Кине у рату с Јапаном.

### Датум непознат
- Википедија:Непознат датум — Одржано прво високошколско предавање из области електротехнике у Србији.
- Википедија:Непознат датум — Стеван Марковић основао Електротехничку катедру при Инжењерском одељењу Велике школе у Београду.

## Рођења

### Фебруар
- 5. фебруар — Ксенија Атанасијевић, српска филозофкиња (†1981)
- 26. фебруар — Вилхелм Битрих, немачки генерал

### Март
- 17. март — Славко Воркапић, српско-амерички режисер (†1976)
- 28. март — Ернст Линдеман, немачки капетан

### Април
- 1. април — Едвард Вагнер, немачки генерал
- 6. април — Јустин Поповић, архимандрит манастира Ћелије и новоканонизовани српски светитељ. († 1979)

### Мај
- 27. мај — Дашијел Хамет, амерички књижевник

### Јул
- 17. јул — Жорж Леметр, белгијски католички свештеник и астроном
- 22. јул — Оскар Марија Граф, немачки књижевник (†1967)
- 25. јул — Гаврило Принцип, српски револуционар
- 26. јул — Олдус Хаксли, енглески књижевник. (†1963)

### Август
- 1. август — Отавио Ботекја, италијански бициклиста. (†1927).

### Септембар
- 4. септембар — Александар Дероко, српски архитекта (†1988)

## Смрти

### Фебруар
- 13. фебруар — Фрањо Рачки, хрватски историчар и свештеник

### Јун
- 12. јун — Мина Караџић, српска сликарка

### Август
- 1. новембар — Александар III Романов, руски цар

### Децембар
- 7. децембар — Фердинанд де Лесепс, француски инжењер